# Monociclismo de Montaña

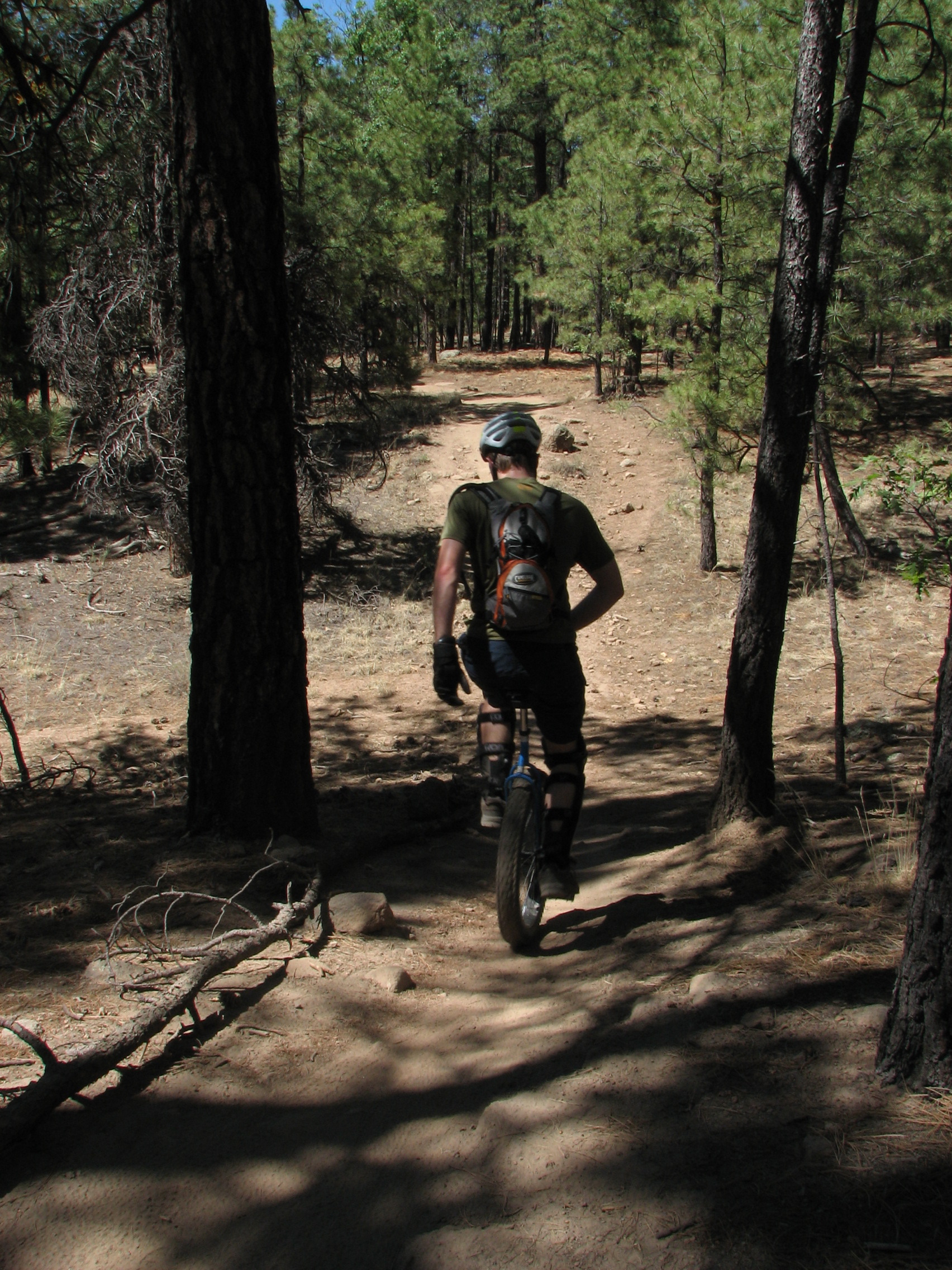
Monociclismo de montaña

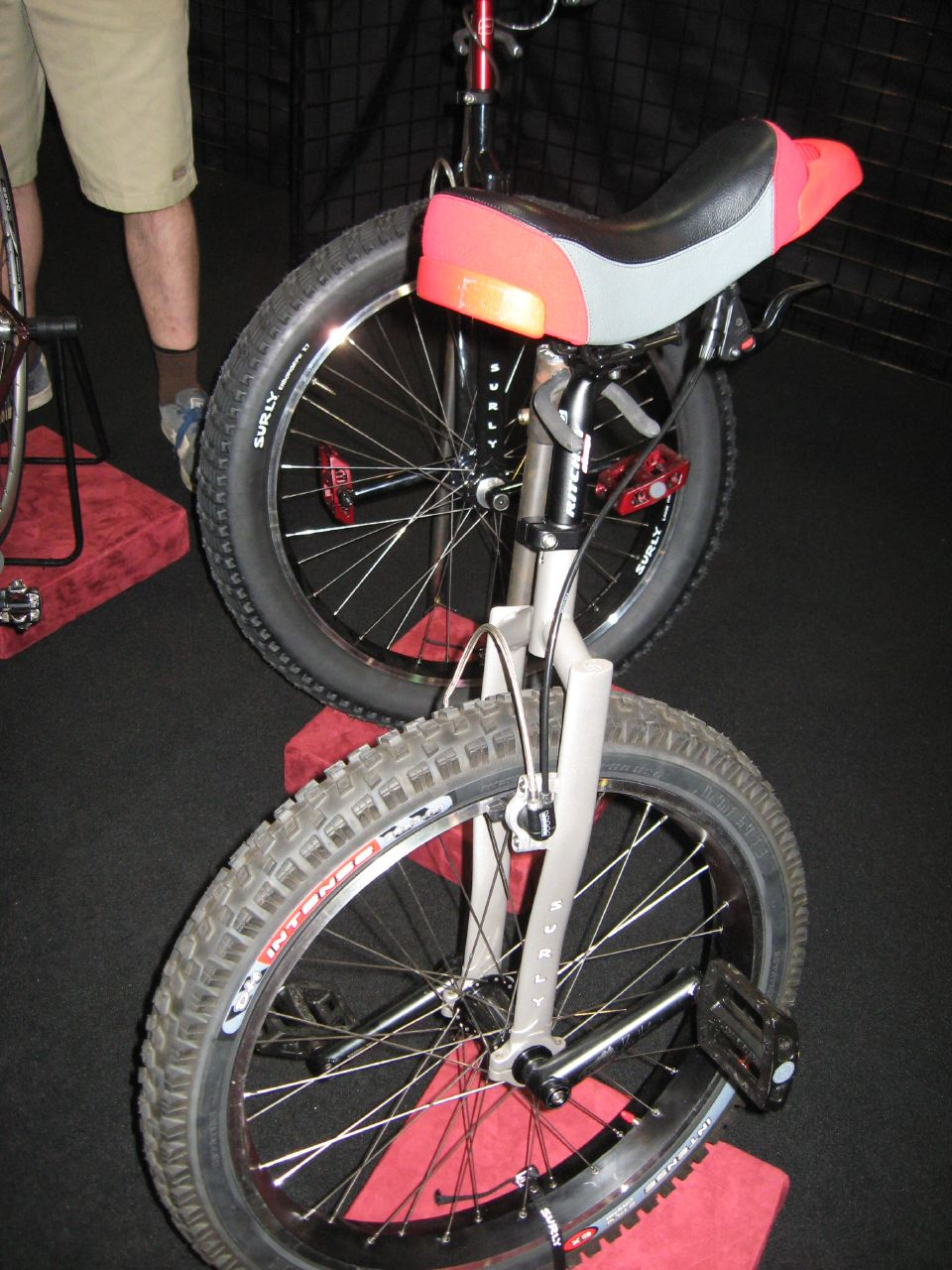
Monociclo de montaña

El Monociclismo de Montaña (o MUni por sus siglas en inglés Mountain Unicycle) es un deporte de aventura emergente que consiste en atravesar rutas de terreno difícil en monociclo, generalmente el mismo terreno que el bicicrós o la bicicleta de montaña .
Los monociclos, al no poseer un sistema de varios ejes, previene alcanzar grandes velocidades que pueden resultar peligrosas
El monociclismo de montaña utiliza monociclos con ejes más fuertes, llantas más grandes y pedales con mejor agarre, así como marcos de mayor resistencia. Algunos incluso están equipados con frenos de rueda montados bajo el sillín para facilitar las bajadas, pero no para desacelerar o parar.
Los monociclistas de montaña necesitan habilidades que no tendría un monociclista normal o un ciclista de montaña, sobre todo más fuerza en la zona superior del cuerpo .

## Eventos
Los eventos de MUni reconocidos por la IUF en la Unicon son el cross-country, colina arriba y colina abajo.
- En Estados Unidos, el California Mountain Unicycle Weekend and the Moab, Utah MUni Fest(finalizado en 2009).
- En Reino unido, el British Muni Weekend (BMW).